# Rue Pierre-Dac
Rue Pierre-Dac är en gata i Quartier des Grandes-Carrières i Paris artonde arrondissement. Gatan är uppkallad efter den franske komikern och motståndskämpen Pierre Dac (1893–1975). Rue Pierre-Dac börjar vid Rue Caulaincourt 95 och slutar vid Rue Lamarck 53 bis.

## Omgivningar
- Sacré-Cœur
- Cité Véron
- Rue de la Fontaine-du-But
- Passage Lepic

## Bilder
| - Pierre Dac. - Gatuskylt. - Sacré-Cœur. |

## Kommunikationer
- Tunnelbana – linjerna  – Lamarck – Caulaincourt
- Busshållplats Lamarck – Caulaincourt – Paris bussnät

### Webbkällor
- ”Rue Pierre-Dac”. Mairie de Paris. https://web.archive.org/web/20150514030401/http://www.v2asp.paris.fr/commun/v2asp/v2/nomenclature_voies/Voieactu/7381.nom.htm. Läst 13 januari 2024.
- ”Rue Pierre-Dac (18ème arrondissement)”. Les rues de Paris. https://web.archive.org/web/20160409005339/http://www.parisrues.com/rues18/paris-18-rue-pierre-dac.html. Läst 13 januari 2024.